# الگزیر (ابهر)
الگزیر یک روستا در ایران است که در شهرستان ابهر واقع شده‌است. الگزیر ۲٬۰۹۵ نفر جمعیت دارد.
روستای آلگزیر با روستا های عمید اباد و ارهان و سروجهان و داشبلاق و پیرسقا همسایه {هم مرز} میباشد